# Alvise II Mocenigo
Alvise II Mocenigo (Venezia, 3 gennaio 1628 – Venezia, 6 maggio 1709) è stato il 110º doge della Repubblica di Venezia dal 17 luglio 1700 fino alla sua morte.

## Biografia

### Giovinezza
Figlio di Alvise e di Adriana Grimani, proveniva da una famiglia di mercanti molto benestante, con lo stesso Alvise impegnato in fruttosi commerci con l'Oriente. Amava particolarmente il lusso e lo sfarzo.
La carriera politica lo aveva visto consigliere ducale, podestà di Padova (1684-1686) e amministratore della Morea.

### Dogato

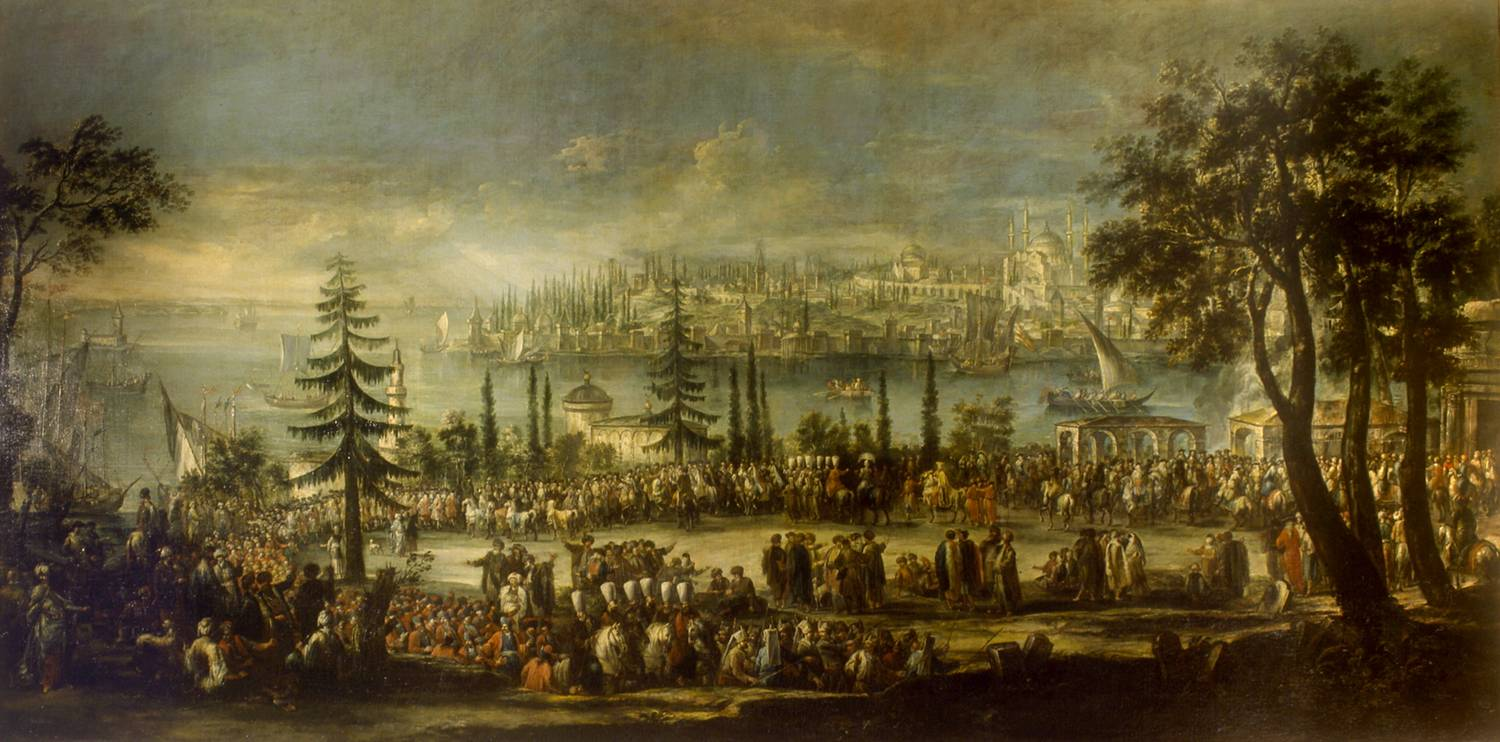
Antonio Stom, Alvise II Mocenigo a Costantinopoli, dipinto del 1710

Eletto il 17 luglio del 1700 con 40 voti favorevoli su 41, accompagnò la sua nomina con fastose celebrazioni. Durante il suo governo non si verificarono particolari avvenimenti. Risparmiò alla Serenissima i subbugli scaturiti dalla guerra di successione spagnola mantenendo la neutralità.

### Morte
La salute dell'anziano doge fu inequivocabilmente compromessa dopo il rigido inverno del 1708-1709: prima della sua morte confermò la sua profonda devozione, per alcuni versi esagerata e bigotta, lasciando un enorme capitale da spendere in cinquemila messe in suffragio e una somma di 7.000 ducati all'anno da consegnare ai conventi in occasione delle commemorazioni, che sarebbero avvenute il giorno di San Stae.